# Carmen Acedo Casado
Carmen Acedo Casado (La Bañeza, provincia de León,España 1963) es una científica, botánica y profesora universitaria española. 

## Trayectoria
Acedo cursó su licenciatura en la Universidad de León.Realizó el doctorado en la misma universidad, en 1995, con la tesis: Revisión taxonómica del género Bromus L. (Poaceae) en la península ibérica.
Fue nombrada profesora titular de Biología Vegetal de dicha universidad elm12 de diciembre de 2001. Desarrolla sus actividades académicas y científicas en el Departamento de Biodiversidad y Gestión Ambiental de la Universidad de León. 
Forma parte del grupo de investigación en Botánica y Zoología (TaCoBi) de esta Universidad. Colabora asimismo con el grupo MediNat, investigando para facilitar la transición energética sin generar daños al medio natural.
Está especializada en la sistemática y la evolución de plantas con flores, la flora ibérica y la gestión de plantas en peligro de extinción.

## Algunas publicaciones
- Acedo C.; C Lence. 2007. Guion de Prácticas de Micorrizas.ITF. ULE
- Acedo C. & Llamas F. 1999. The genus Bromus in the Iberian Peninsula. Phanerogamarum Monogarphie. J. Cramer.
- Acedo C. & Llamas F. 2001. A new species of Tridens (Poaceae) from Brazil. Systematic Botany 28(2). Pág. 313 - 316.
- Acedo C.; C Lence. 2007. Guion de Prácticas de Botánica Forestal.ITF. ULE
- Acedo C. & Llamas F. 2007. Catálogo de plantas alóctonas en la provincia de León (NW España). Studia Botanica 225 Pág. 63 - 96.
- Lence C.; Acedo C. 2007. Guion de Prácticas de Biología Vegetal. ITF. ULE
- López Pacheco MJ, R Alonso Redondo, A Felpete, J Ignacio, A Fernández Rodríguez, Acedo, C; E Puente García. 2002. Números cromosomáticos de plantas occidentales, 910-936

## Fuente
- Acedo C. 2004-2009. Botánica en la web: http://www3.unileon.es/personal/wwdbvcac/index.htm